# 현상윤
현상윤(玄相允, 1893년 6월 14일~1950년 9월 15일)은 일제강점기의 소설가 겸 철학자와, 대한민국의 교육인 겸 철학자로 활약한 대학 교수로, 1950년 사변 당시에 북으로 납치되어, 이후 북토의 황해 지역에서 미군의 폭격에 오발 피폭 사망한 것으로 추정된다.
1947년부터 3년간 고려대 초대 총장을 역임한 그는, 고려대학교 초대 총장 직에 있던 중에, 1950년 한국 전쟁 중 북한 괴뢰군한테 납북되어, 그렇게 북으로 납치되었고, 이후 북괴의 인민공산군한테 끌려 가던 가운데, 황해도 지역에서 미군이 먼저 공격 작전으로 북괴군한테 발포한 군사 병기 폭격 사고로 인함의 오발 피폭 사망한 것으로 추정되나, 자세한 사인은 불명이다. 호(號)는 소성(小星)·집중(執中)·기당(幾堂)이다.

## 생애

### 일제 강점기 시절
조선의 평안도 정주군(지금의 조선민주주의인민공화국 평안북도 정주시)의 남면 남면통리 출생이다. 열네살때 대한제국의 평안북도의 정주군 읍내 향리의 평북정주부호육영보통학교를 나온 후, 평양부의 숭실고보를 거쳐 평양광성고보로 거듭 전학했다가, 열일곱살때에는, 안창호가 설립한 평양대성고보로 전학하면서부터 대성고보에서 수학하고, 이후 열여덟살때 거듭 전학하여 경성부의 스무살때에 경성보성고보를 졸업한 이후, 1918년 일본의 도쿄 와세다 대학교 영문과 및 1925년 동 대학원 철학과를 졸업했다. 유학 중 조선유학생향우회의 기관지인 《학지광》에 여러 편의 글을 기고했으며 1917년에는 발행인 겸 편집인을 맡았다.
1919년 3·1 운동이 일어났을 때는, 이미 1918년 일본 도쿄 와세다 대학교 영문학과를 졸업하고 귀국하여 경성중앙고등보통학교 한문 교사 직으로 재직 중이었다. 3·1 운동에 중앙고보 교장이었던 송진우와 함께 민족대표 48인 중 한 명으로 참가하였으나, 1920년 10월, 일제 시대 재판의 복심에서 무죄 판결을 받았다.

### 광복 이후
광복 후, 정치에 참여하지 않고 오로지 교육에 투신하였다. 고려대학교의 전신인 보성전문학교 교장(1943년~1946년)을 맡았다가 1946년 그만두었으며, 이듬해에 구(舊) 보성전문학교였던 이 학교가 고려대학교로 승격되면서, 고려대학교 초대 총장(1947년~1950년)에 취임하였다.
그러나 정치 성향의 유일무이(有一無二)한 활약으로는, 1948년 3월 5일, 당시 미군정청 군정장관 존 리드 하지 육군 중장의 비서실의 두 간부였던, 비서실장 존 브레이틀링 콜터 당시 육군 소장과, 전속부관 존 러셀 딘 주니어 당시 육군 대위로부터 1948년 5월 10일의 제헌 국회의원 총선거(5·10 총선거)를 관리하는 것이 그 취지의 업무 예정인, 미군정청의 중앙선거위원회 중앙위원으로 임명되었으니, 이는 정치에 직접 관여가 아닌, 아무리 비기본(非基本)이지만 오히려 비정치가(非政治家)의 종류의 인사 출신으로, 왜곡이 없는 객관적인 공명의 선거를 위한 중앙선관위의 간부를 지낸 것이다.
고려대 총장 재임 중이던 1950년 한국 전쟁이 발발하면서 납북되었지만, 이후 조선민주주의인민공화국에서의 공식 활동 기록은 없고, 1950년 9월 황해도에서 미군 폭격으로 사망한 것으로 전해진다.

### 한국 전쟁 이후의 현상윤 교수 관련 이모저모
아직 행방을 알 수 없던 1953년 3월 25일, 고려대학교에서는 《조선유학사》라는 생전 학술 관련 논문으로 문학박사 학위 수여를 추서하였다.
현재현 전직 동양그룹 회장이, 바로 현상윤의 친손자가 된다.
또한, 1961년에 향년 58세로 하세한 소설가 계용묵 작가는, 현상윤의 법적(法的)인 형식상(形式上)의 외갓댁 외가친척 육촌재종아우뻘이 된다.

## 사후
- 일제강점기 말기에는 태평양 전쟁 지원을 위한 친일 관련 글을 다수 남겨, 2008년에 발표된 민족문제연구소의 친일인명사전 수록예정자 명단 중 교육/학술 부문에 선정되었다. 그러나 1940년의 창씨개명 권고에는 거절하였다.
- 현재 현상윤의 유해는 평양시 룡성구역에 있는 '재북인사의 묘'에 안장되어 있다.

## 학력
- 일본 와세다 대학교 영어영문학과 학사(1918년 3월)
- 일본 와세다 대학교 대학원 철학과 석사(1925년 8월)
- 대한민국 고려대학교 대학원 국어국문학과 박사 학위 추서(1953년 3월 25일)

## 저서

### 단편 소설
- 〈한의 일생〉 (1914, 청춘)
- 〈박명〉 (1914, 청춘)
- 〈재봉춘〉 (1915, 청춘)
- 〈청류벽〉 (1916, 학지광)
- 〈광야〉 (1917, 청춘)
- 〈핍박〉 (1917, 청춘)

### 전집
- 《기당 현상윤 전집(幾堂 玄相允 全集)》 (1948년 2월 집필)
- 《조선유학사(朝鮮儒學史)》 (1949년 5월 집필)
- 《조선사상사(朝鮮思想史)》 (1950년 3월 집필)[6]

### 유고 서적
- 《현상윤의 조선사상사》, 校註 이형성, 심산, 2010년 8월 15일

## 같이 보기
- 보성전문학교
- 고려대학교
- 동아일보
- 한국 전쟁
- 안창호
- 김성수
- 송진우
- 장덕수
- 김규식
- 민필호
- 윤보선
- 김준엽
- 김동길
- 이명박
- 이낙연

## 참고 자료
- 제4회 지훈국학상 수상자의 말 - 見賢思齊와 實事求是의 정신으로 學問을 摸索함 (나남출판사, 2004.4.23)
- 독립운동가 기당 현상윤 선생 업적 담은 전집 출간 동아일보 2008년 3월 2일자